# Francisco Pinto Pessoa
Francisco Pinto Pessoa (c. 1821 — Rio de Janeiro, 28 de março de 1875) foi um padre e político brasileiro.
Era natural da província da Paraíba, filho de Maria Sancha dos Prazeres e do capitão Joaquim José de Vasconcelos.
Cavaleiro da Imperial Ordem de Cristo por decreto de 14 de março de 1860.
Com a ascensão do Partido Conservador, em 1868, padre Francisco foi nomeado, com Luís Cavalcanti de Albuquerque Buriti, respectivamente, segundo e primeiro vice-presidente da província da Paraíba por carta imperial de 18 de julho de 1868. Nesta condição, por duas vezes, assumiu o governo provincial, a saber, de 29 de julho a 16 de agosto de 1868 e de 9 de abril a 16 de abril de 1869.
Ainda em 1869, foi eleito deputado à Assembleia Geral em substituição ao Barão de Mamanguape, que fora eleito senador do Império. Reeleito para a legislatura seguinte, faleceu no exercício do cargo, aos 53 anos de idade.
Era proprietário do Engenho Congulo, na freguesia de Santa Rita; do sítio Cajá, na freguesia do Pilar; dos sítios Alagoa Seca, Ilha e Jacuípe de Baixo (este último em sociedade com o padre Filipe Benício da Fonseca Galvão), em Livramento, todas na província da Paraíba, além de terras em Adequê, Rio Grande do Norte.